# C/1979 Y1 Bradfield
C/1979 Y1 (Bradfield) è una cometa periodica: il suo periodo è di circa 303 anni. 

## Caratteristiche
La cometa porta la sigla iniziale (C/), attribuita solo alle comete non periodiche, in quanto è stato osservato finora solo un suo passaggio al perielio. È stata scoperta da William Ashley Bradfield, un astrofilo neozelandese residente in Australia.
Alcuni ritengono che la cometa sia il corpo progenitore di uno sciame meteorico, le Pegasidi di luglio.